# Dracula olmosii
Dracula olmosii là một loài thực vật có hoa trong họ Lan. Loài này được Luer & Maduro mô tả khoa học đầu tiên năm 1999.